# アマリリス (Winkの曲)
「アマリリス」は、Winkの2作目のシングル。1988年9月7日にポリスターより発売された。Winkのデビュー30周年である2018年4月27日には、完全限定盤として17cmアナログ・シングルがダブル・ジャケット仕様で再リリースされている。EP：D07R-1016（再リリース盤はPSKR-9106）、8cmCD：H10R-30007。

## 背景
表題曲は、Winkのビジュアルを歌唱に先行させないために露出を避ける方針だった時期の、同デュオの地方営業を意識して作られた楽曲。ただし、この曲のリリース前後の時期のWinkが、テレビ露出を全くしていなかったわけではなく、特に関西の若干のテレビ番組などに出演して本曲を歌唱している。作詞は森雪之丞、作曲は佐藤健、編曲は鈴木茂が担当した。
当初、Winkのシングル第2作は「迷子のロンリー・ハート」と告知されていたが、この曲はB面となった。作詞は森雪之丞、作曲は木戸やすひろ、編曲は若草恵が担当している。A・B面ともに、テレビ番組などの主題歌やCMソングなどとのタイアップはなかった。
ジャケット写真は篠山紀信が撮影。1989年には「笑わない、しゃべらない、というWinkのイメージ」が成立するが、そのイメージがない時期に製作された本シングルの裏ジャケットには、満面の笑みを浮かべる彼女たちの写真が用いられている。
本シングルは、オリジナルビデオ「Hop!Step!WINK!～ビデオ・ファースト・パーティ編」などの応募抽選プレゼントが用意され、Winkの夏のキャンペーン中である1988年9月7日に発売されたが、このキャンペーンでの集客は芳しくなかったという。オリコンチャートの週間ランキングでは、最高位が同年の9月26日付で30位に達したものの、100位以内には、9月19日付の初登場33位から、10月10日付の61位まで、4週連続ランクインするにとどまっている。初登場33位は「好調」と評される順位ではあったが、最高20位で10週連続ランクインの前作「Sugar Baby Love」に及ばなかった。また、1988年度における同チャートの年間ランキングでは、1.432万枚の売上で422位。5.939万枚を売上げた前作の、約4分の1の売上であった。
なお、表題曲は、プロモーションビデオが作成されておらず、1993年9月1日に発売されたWinkのPV集『NOBLE STATE』（ポリスター）では、1989年3月26日に大阪・近鉄百貨店阿倍野店で開催された同デュオのミニ・コンサートにおける、本曲の歌唱映像がこれに充てられている。

## 収録曲
1. アマリリス
  - 作詞：森雪之丞　作曲：佐藤健　編曲：鈴木茂
2. 迷子のロンリー・ハート
  - 作詞：森雪之丞　作曲：木戸やすひろ　編曲：若草恵

## 収録アルバム
- アマリリス
  - Wink First Live Shining Star
  - Wink Hot Singles
  - Fairy Tone
  - Raisonné
  - WINK MEMORIES 1988-1996

- 迷子のロンリー・ハート
  - Back to front

## テレビ番組における歌唱
※ 在京キー局のテレビ番組の放送日は首都圏のもの。地方の系列局の放送日は異なる場合がある。
- アマリリス

| 放送日 (曜日)       | 収録日 (曜日)         | 番組名                      | 放送局        | 衣装 | 備考 |
| ------------------- | --------------------- | --------------------------- | ------------- | ---- | --- |
| 1988.09.02 (金)     | 1988.09.02 (金)       | おはよう朝日です            | 朝日放送      | Ａ   | |
| 1988.09.11 (日)     | 1988.08.23 (火)[注 5] | やる気マンマン日曜日        | 毎日放送・TBS | Ｂ   | |
| 1988.10.01 (土)     | 1988.09.23 (金)[注 6] | サタデーポップ'88           | TBS           | Ｃ   | |
| 1988.10.08 (土)     | 1988.10.08 (土)       | おはよう朝日土曜日です      | 朝日放送      | Ｃ   | |
| 1992.06.15 (月)[12] | 1992.04.05 (日)       | Winkコンサートツアー'92[12] | NHK BS2       | Ｄ   | 同番組は1992年4月5日(日)に中野サンプラザで開催された「Sapphire」コンサートを収録したもの。 1993年1月3日(日)に再放送[13]。 ライブビデオ『WINK '92 CONCERT SAPPHIRE』（ポリスター、1992年9月26日）に同番組の内容が一部収録されるものの、本曲歌唱部分は未収録。 |
- 「衣装」欄の記号：Ａ＝ばらの絵柄の既製品ワンピース　Ｂ＝白い既製品ワンピース　Ｃ＝鈴木早智子が白色、相田翔子が黒色の上着の既製品の衣服　Ｄ＝コンサート用の衣装
- Winkは、1988年11月16日放送の『追いかけたいの!』（フジテレビ系）エンディングにおける「愛が止まらない 〜Turn it into love〜」プレゼントコーナーに、上記Ｃの衣服を着用して出演している。